# Elisa Fiorillo
Elisa Fiorillo (nascida em 28 de fevereiro de 1969, Philadelphia, Pensilvânia) é uma cantora estado-unidense. Ganhou o concurso "Star Search" aos 15 anos, tendo assinado um contrato com a editora Chrysalis. Após participar na trilha sonora do filme "Summer school" com o tema "Jacki", colaborou com John "Jellybean" Benitez no tema "Who found Who" que teve um grande sucesso em 1987 (nº 16 no top dos E.U.A. e nº 10 no top de singles do Reino Unido). Posteriormente, lançou o primeiro álbum homónimo que não teve tanto sucesso. Os singles falham o top 40: "How Can I Forget You" foi nº 60 nos E.U.A. e nº 50 no Reino Unido, enquanto que "Forgive me For Dreaming" foi nº 49 nos E.U.A. e nº 83 no Reino Unido. O seu segundo álbum "I am" foi gravado nos estúdios Paisley Park de Prince, incluindo o seu maior sucesso a solo "On The Way Up" que alcançou o nº 27 nos E.U.A. em 1990 e o top 20 na Austrália.  
Participou da trilha sonora do jogo Metal Gear Solid 3: Snake Eater, cantando a música "Don't Be Afraid".

## Discografia
- 1987 Elisa Fiorillo (U.S. #163)
- 1990 I Am
- 2002 Teach Me Tonight
- 2007 Labor Of Love